# O Instituto de Cuidados de Saúde para a Mãe e a Criança da Sérvia "Dr. Vukan Čupić"
O Instituto de Saúde Materno-Infantil da Sérvia "Dr. Vukan Čupić" é um centro médico localizado em Belgrado, na área municipal de Novi Beograd. Reconhecido como um dos maiores e mais importantes hospitais pediátricos da região, foi fundado em 1950 por decreto do governo da República Popular da Sérvia (então parte da Iugoslávia). Sua missão original era organizar e desenvolver uma rede nacional de instituições de saúde dedicadas às mulheres em idade reprodutiva, bem como às crianças em idade pré-escolar e escolar. 

## Informações gerais
O Instituto de Saúde Materno-Infantil da Sérvia "Dr. Vukan Čupić" foi fundado em 1950 por decreto do governo da República Popular da Sérvia. Seu objetivo era organizar e desenvolver uma rede nacional de instituições de saúde voltadas para mulheres em idade reprodutiva, além de crianças em idade pré-escolar e escolar.
Em 1993 e 1995, por decisão do Ministério da Saúde da República da Sérvia, o Instituto tornou-se uma instituição nacional de referência para os cuidados de saúde de mulheres em idade reprodutiva, bem como de crianças em idade pré-escolar e escolar.
O Instituto leva o nome de Vukan Čupić, um médico sérvio e diretor de longa data da instituição.

## Estrutura do Instituto
O Instituto é composto por sete unidades organizacionais :
1. Clínica Pediátrica
2. Clínica de cirurgia pediátrica
3. Serviço de Reprodução Humana
4. Centro Nacional de Planejamento Familiar
5. Departamento de Investigação Científica e Atividades Educativas
6. Serviço de organização, planeamento, avaliação e informática médica
7. Departamento de assuntos não médicos

O Instituto está localizado em sua sede atual desde 1974. Ele serve como base de ensino para a Faculdade de Medicina de Belgrado, formando futuros médicos generalistas, pediatras, cirurgiões pediátricos, ginecologistas e anestesistas. A presidente do Comitê de Ética do Instituto é a Dra. Katarina Sedlecki, ginecologista-obstetra do Centro Nacional de Planejamento Familiar.
O presidente do Conselho de Administração do Instituto é o Dr. Dušan Jovanović, cirurgião da Clínica de Cirurgia de Urgência do Centro Clínico da Sérvia. O presidente do Conselho de Supervisão do Instituto é Miloš Čavić, advogado do Serviço Jurídico, de Recursos Humanos e Assuntos Gerais.
O diretor do Instituto é o Dr. Radoje Simić, professor associado e cirurgião pediátrico. Ele também é chefe do Departamento de Cirurgia Plástica, Reconstrutiva e Tratamento de Queimaduras. O diretor adjunto do Instituto é o Prof. Dr. Vladislav Vukomanović, pediatra e cardiologista, chefe da Clínica Pediátrica e do Departamento de Diagnóstico Invasivo e Cardiologia Intervencionista, bem como do Departamento de Exame e Tratamento de Doenças do Coração e dos Vasos Sanguíneos.

## Doações e apoio
- Em 2015, o falecido casal Đuro e Ilinka Trifunović, residentes no Canadá, deixou em testamento um milhão de dólares canadenses ao Instituto. Esta importante doação permitiu a renovação de três departamentos do Instituto, incluindo os laboratórios de distúrbios metabólicos, microbiologia e patologia.

- No mesmo ano, o Ministério da Saúde da Sérvia investiu sete milhões e meio de dinares na reconstrução do departamento de hematologia-oncologia, proporcionando um apoio adicional ao Instituto.[4]

- A Fundação Méridien Du Cœur avec Amour há anos presta especial atenção ao Instituto da Mãe e da Criança, especialmente durante as campanhas de 8 de março . Segundo Stefan Glavaš, representante da Fundação Méridien, o objetivo desta tradição é apoiar continuamente o Instituto e contribuir para o seu bom funcionamento. Em 2024, a Fundação doou purificadores de ar e aparelhos de ar condicionado para diversos departamentos hospitalares. Além disso, o Instituto foi visitado por Vaso Bakochević e pelo jogador de basquete do Red Star, Trey Tompkins.[5]
- Em 2023, a DM Sérvia doou equipamentos médicos no valor de 13.635.695,19 dinares ao Instituto. A doação inclui aparelhos de diagnóstico e tratamento, além de aparelhos de ar condicionado para melhorar as condições de vida de pacientes e funcionários.
- Em 2024, Laguna, no âmbito das comemorações do seu 25º aniversário, redirecionou os fundos destinados à celebração do jubileu para fins humanitários. Em colaboração com a Fundação NORBS Plus, foi adquirido um polissonógrafo para o Instituto. Este dispositivo é essencial para diagnosticar distúrbios respiratórios do sono. [6]
- Đorđe Mitrović, jovem escritor e pessoa com deficiência, organizou uma campanha humanitária em colaboração com a Human Heart Foundation para recolher materiais para o Instituto de Cuidados de Saúde Materna e Infantil da Sérvia “ Dr.Vukan Čupić ". O valor da doação foi de 420 mil dinares. Đorđe arrecadou 140.000 dinares com a venda de seu primeiro livro Wooden Dolls, enquanto os fundos restantes foram arrecadados por seus amigos em Prokuplje. Equipamentos médicos, incluindo cadeiras de rodas, instrumentos, mochilas e suprimentos de primeiros socorros, foram adquiridos com os recursos. [7]